# Tractat d'Emparança
El Tractat d'Emparança fou un conveni de protecció o empara atorgat als aranesos pel rei Alfons el Bataller el mes de març de 1130 al desaparegut monestir de Sant Andreu de Barravés (Alta Ribagorça).
A canvi de la protecció reial, dirigida contra els intents dels comtes de Comenge d'imposar el seu domini sobre la Vall d'Aran, els aranesos es comprometeren a pagar al tresor reial un cens anual d'un sester de forment per cada casa. Aquest cens també és conegut com a eth galin reiau, mesura de gra d'una capacitat de 10,5 litres. Alfons el Bataller nomenà tot seguit un lloctinent (Arnau Guillem) que el representaria en endavant en el govern de la Vall i cedí una desena part d'aquestes rendes a l'església de Santa Maria de Mijaran.

## Datació
La datació d'aquest tractat, atribuït per Joan Reglà i Campistol l'any 1175 i al rei Alfons el Cast, ha estat revisada l'any 2015 per Pere Benito i Monclús de la Universitat de Lleida. Segons Benito, el conveni d'empara fou firmat pocs dies abans de l'estada d'Alfons el Bataller a Viella (març de 1130). Els aranesos s'haurien avançat i haurien anat a trobar el rei al monestir de Sant Andreu de Barravés per pregar-li que els acollís sota la seva empara per a protegir-los, segurament, dels comtes de Comenge. El rei accedí a la sol·licitud i els imposà, en contrapartida, un cens perpetu, el sester de forment o galin reiau, que es cobraria sobre totes les cases i que, en el futur, esdevindria un símbol de la sobirania dels reis d'Aragó sobre la Vall.
El monestir de Sant Andreu, actualment desaparegut, ha estat ubicat per alguns autors en el que avui es coneix com la Casa d'Arro, prop de la confluència dels rius Noguera Ribagorçana, Valira i Tor al terme municipal de Montanui.
No s'ha conservat ni l'original ni una còpia integra del Tractat d'Emparança. Segons es desprèn de la documentació aportada en un plet judicial, esdevingut entre el 1295 i el 1313 i que enfrontava Jaume II el Just i Felip IV el Bell per la possessió de la Vall, el Tractat d'Emparança es guardava copiat en un cartulari entre els llibres de Santa Maria de Mijaran. El clergue de Santa Maria, Guillem, deixà el cartulari al procurador reial, Bernat de la Torre, per tal d'aportar el document en el plet que s'estava jutjant. En aquell any 1312 el cartulari es descriu com un quadern escrit amb lletra antiga i malmès en la part superior en tots els seus fulls.
Els escrivans del judici no transcrigueren tot el document sinó únicament la fórmula introductòria i la invocació:
Sub Christi nomine eius divina clementia. Hec est carta de convenientia quod fecit rex cum illos homines de Aran in Sancto Andres de Barraves, ut in unoquoque anno donet ei unaquaque casa de Aran uno sestero de formento.

Aquest plet, entre Jaume II i Felip IV, es conserva a l'Arxiu de la Corona d'Aragó.

## Imatges

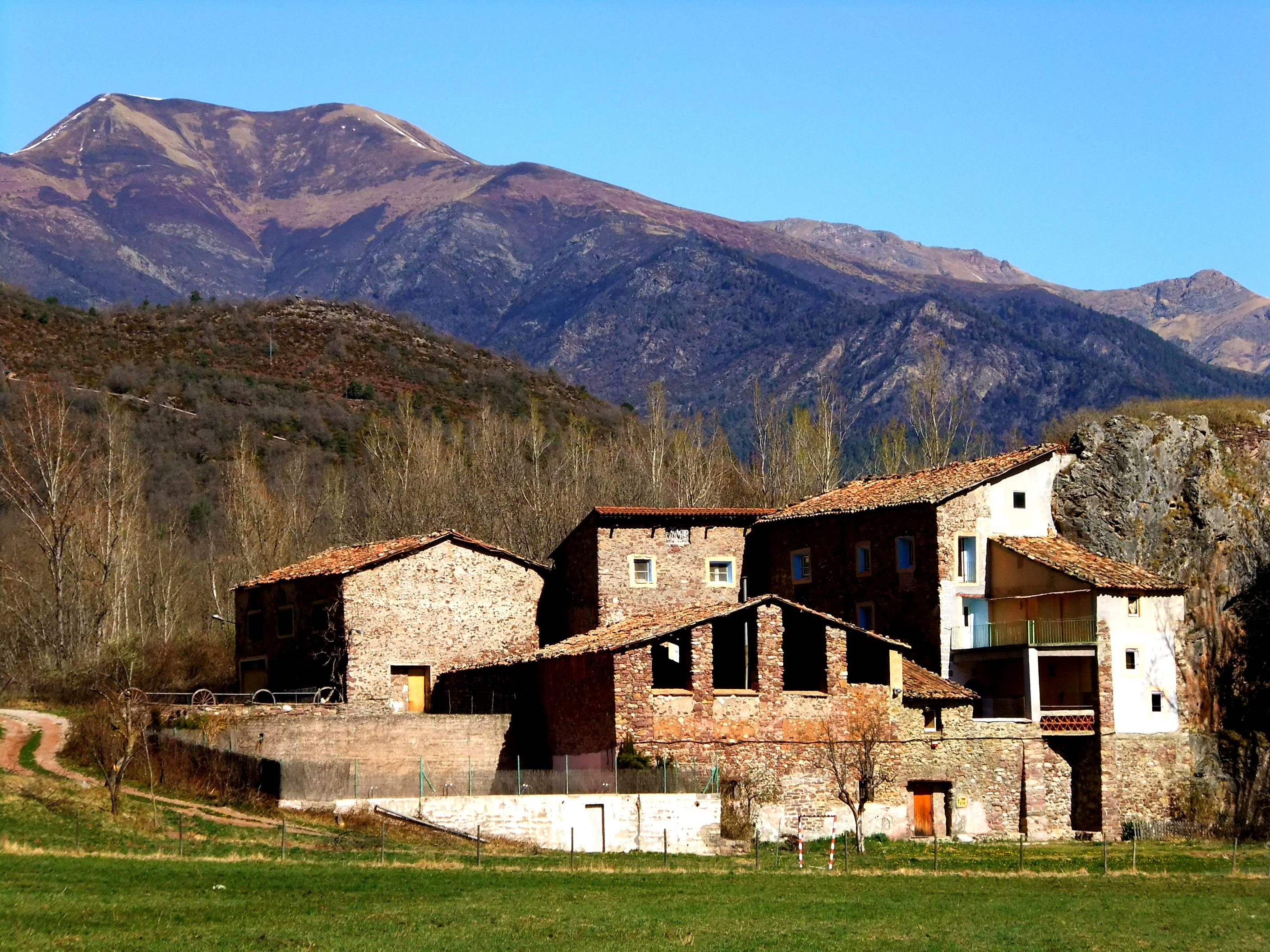
Casa d'Arro, terme municipal de Montanui a la Vall de Barravés.
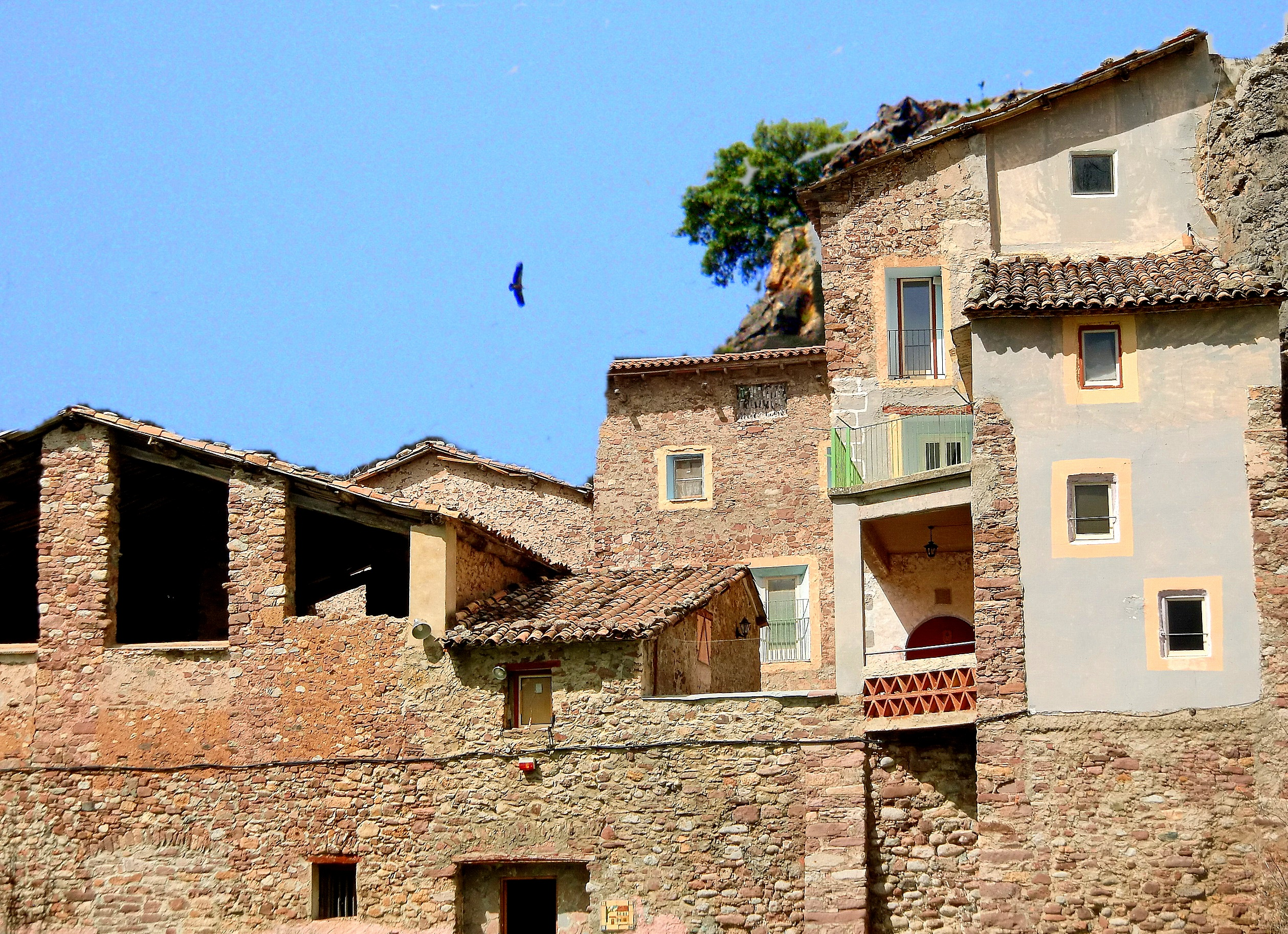
Casa d'Arro (detall), terme municipal de Montanui a la vall de Barravés .
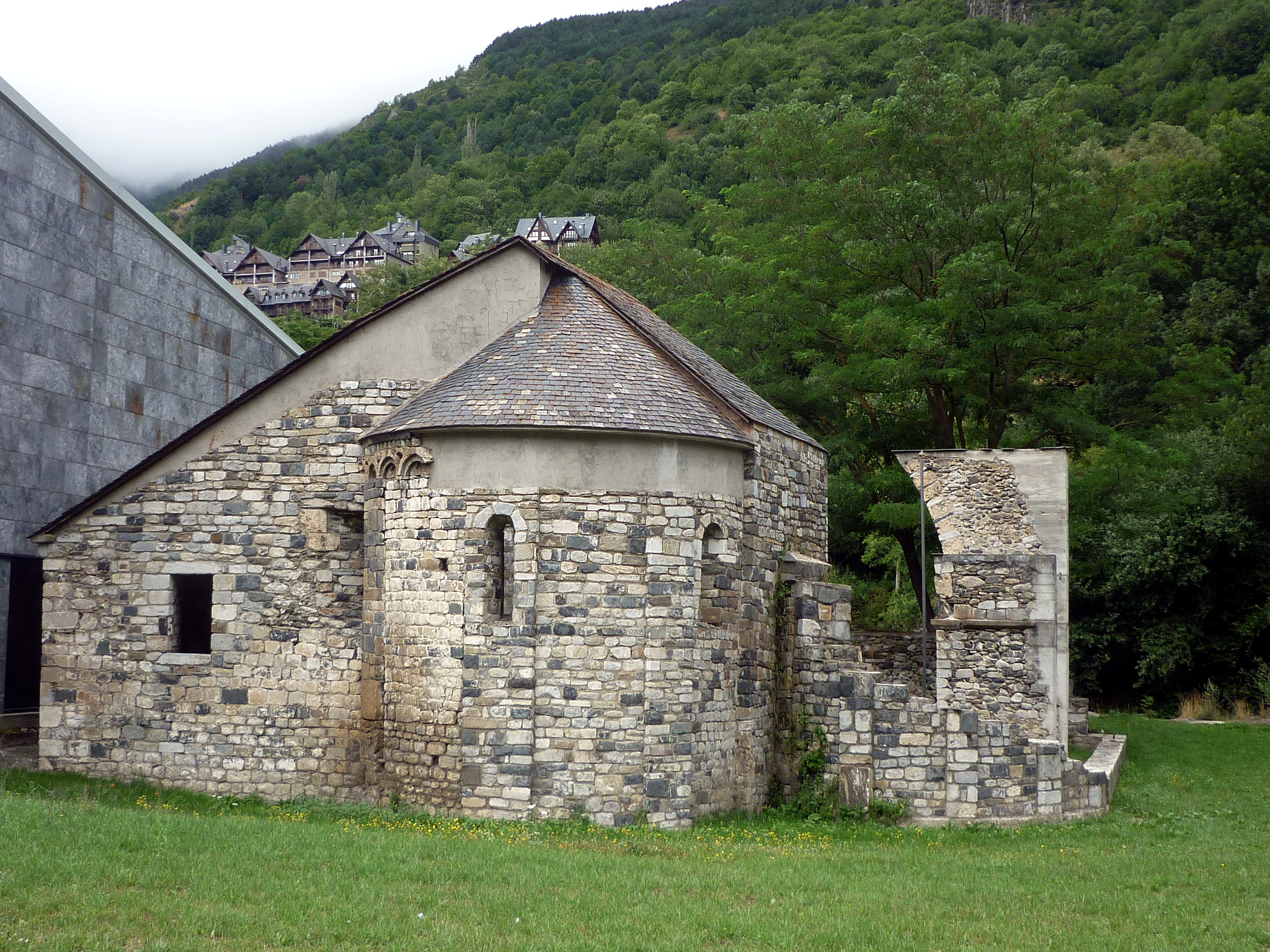
Santa Maria de Mijaran (capçalera), Vielha.
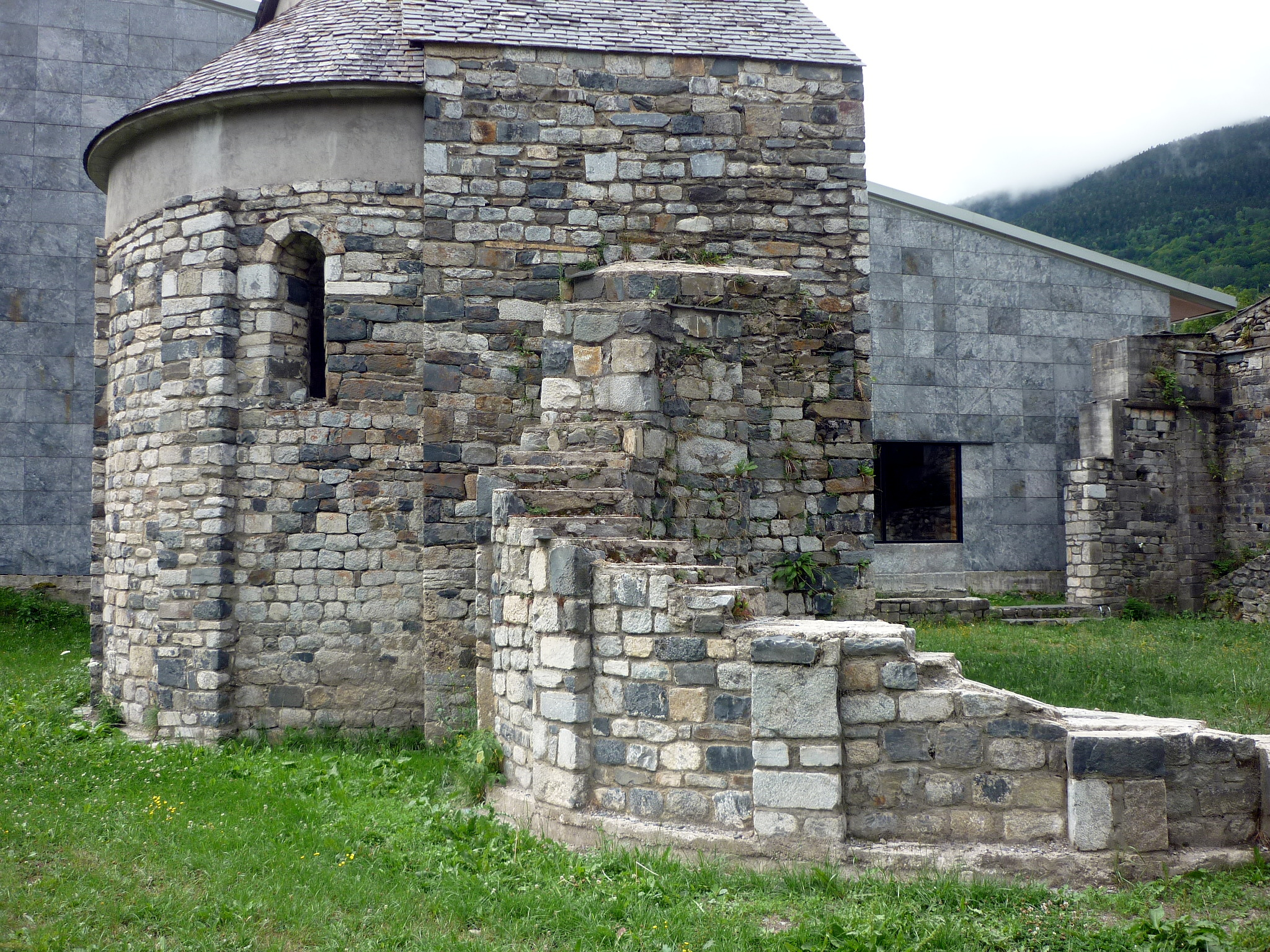
Santa Maria de Mijaran (absidiola), Vielha.
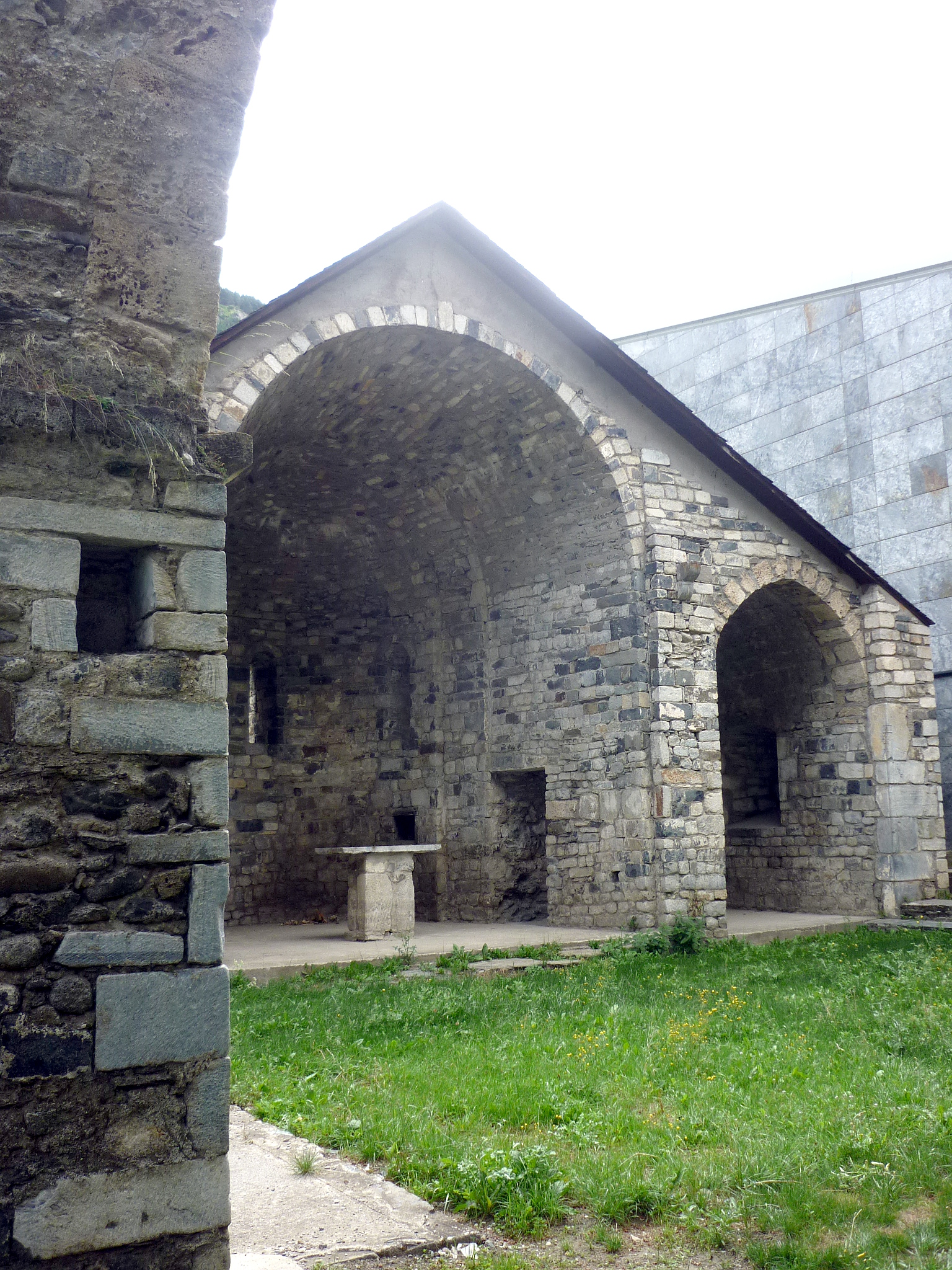
Santa Maria de Mijaran (naus), Vielha.